# Русаниха (река)
Русаниха — река в России, протекает в Лузском районе Кировской области. Устье реки находится в 29 км по правому берегу реки Лала. Длина реки составляет 22 км.
Река вытекает из южной части болота Русиновское в 11 км к северо-западу от деревни Животово и в 21 км к северу от посёлка Лальск. В верхнем и среднем течении течёт на юг по ненаселённому лесному массиву, в нижнем течении поворачивает на юго-восток. Притоки — Верхняя Истопница, Нижняя Истопница (правые). В нижнем течении протекает деревни Стойлово, Русиново, Жиивотово. Впадает в Лалу в километре к юго-западу от деревни Животово. Ширина реки на всём протяжении не превышает 10 метров.

## Данные водного реестра
По данным государственного водного реестра России и геоинформационной системы водохозяйственного районирования территории РФ, подготовленной Федеральным агентством водных ресурсов:
- Бассейновый округ — Двинско-Печорский
- Речной бассейн — Северная Двина
- Речной подбассейн — Малая Северная Двина
- Водохозяйственный участок — Юг
- Код водного объекта — 03020100212103000013126